# Littlest Pet Shop: A World of Our Own
Littlest Pet Shop: A World of Our Own är en amerikansk-irländsk animerad TV-serie baserad på den amerikanska leksaksfranchisen Littlest Pet Shop. Serien hade premiär på Discovery Family i USA den 14 april 2018.
I Sverige hade serien premiär på Nickelodeon den 24 september 2018.

## Handling
Littlest Pet Shop: A World of Our Own handlar om en grupp av sex husdjur (Roxie, Jade, Trip, Quincy, Edie och Bev) som lämnar den mänskliga världen för att gå igenom en magisk portal som endast används av djur. Den här portalen tar dem till Paw-Tucket, där gruppen har äventyr, fester, skaffar vänner och är sig själva.

## Rollfigurer

### Huvudfigurer
- Roxie McTerrier -
- Jade Catkin -
- Trip Hamston -
- Quincy Goatee -
- Edie Von Keet -
- Bev Gilturtle -

### Återkommande figurer
- Petula Woolwright -
- Sweetie Pom-Pom -
- Gavin Chamelle -
- Mitchell Snailford -
- Mister Yut -
- Scoot Raccoonson -
- Austin Goldenpup -
- Borgmästarn Perrito -

## Röster
| Figur              | Originalröst       | Svensk röst       |
| ------------------ | ------------------ | ----------------- |
| Roxie McTerrier    | Diana Kaarina      | ?                 |
| Jade Catkin        | Ingrid Nilson      | ?                 |
| Trip Hamston       | Travis Turner      | Christian Hedlund |
| Quincy Goatee      | Kyle Rideout       | Daniel Sjöberg    |
| Edie Von Keet      | Lili Beaudoin      | ?                 |
| Bev Gilturtle      | Rhona Rees         | ?                 |
| Savannah Cheetaby  | Bethany Brown      | ?                 |
| Petula Woolwright  | Diana Kaarina      | ?                 |
| Sweetie Pom-Pom    | Brittney Wilson    | ?                 |
| Gavin Chamelle     | Alessandro Juliani | ?                 |
| Mitchell Snailford | Ian Hanlin         | ?                 |
| Mister Yut         | Vincent Tong       | ?                 |
| Scoot Raccoonson   | Vincent Tong       | ?                 |
| Austin Goldenpup   | Vincent Tong       | ?                 |
| Mayor Perrito      | Alessandro Juliani | ?                 |

## Avsnitt

### Säsongsöversikt
| Säsong | Säsong     | Avsnitt | Avsnitt | Originalvisning       | Originalvisning      |
| Säsong | Säsong     | Avsnitt | Avsnitt | Första sändningsdatum | Sista sändningsdatum |
| ------ | ---------- | ------- | ------- | --------------------- | -------------------- |
|        | Kortfilmer | 20      | 20      | 4 oktober 2017        | 24 april 2018        |
|        | 1          | 52      | 52      | 14 april 2018         | TBA                  |

### Säsong 1 (2018)
| Nr. | Titel                                              | Regissör          | Författare                     | Sändes i USA  | Sändes i Sverige  | Prod. kod | Tittarsiffror (miljoner) |
| --- | -------------------------------------------------- | ----------------- | ------------------------------ | ------------- | ----------------- | --------- | ------------------------ |
| 1   | "Husdjurens bästa vän" "A Pet's Best Friend Is..." | Gillian Comerford | Tim Maile och Douglas Tuber    | 14 april 2018 | 24 september 2018 | 101       | 0.06                     |
| 2   | "Pet, Peeved"                                      | Gillian Comerford | Tim Maile och Douglas Tuber    | 14 april 2018 | 24 september 2018 | 101       | 0.06                     |
| 3   | "The Wheel Deal"                                   | Gillian Comerford | Char Easton och Maggie Parr    | 14 april 2018 | 24 september 2018 | 102       | 0.06                     |
| 4   | "In the Steal of the Night"                        | Gillian Comerford | Professor Rich                 | 14 april 2018 | 24 september 2018 | 102       | 0.06                     |
| 5   | "Pitch Im-Purr-Fect"                               | Gillian Comerford | Nina Bargiel                   | 21 april 2018 | 24 september 2018 | 103       | 0.06                     |
| 6   | "The Big Sleep-Over"                               | Gillian Comerford | Kelly D'Angelo och Nick Watson | 21 april 2018 | 25 september 2018 | 103       | 0.06                     |
| 7   | "Let It Go (Not the Hit Song)"                     | Gillian Comerford | Rachelle Romberg               | 28 april 2018 | 25 september 2018 | 104       | 0.06                     |
| 8   | "The Fast and Fur-ious"                            | Gillian Comerford | Ralph Greene                   | 28 april 2018 | 25 september 2018 | 104       | 0.06                     |
| 9   | "Show Your Beau"                                   | Gillian Comerford | Dave Polsky                    | 5 maj 2018    | 25 september 2018 | 105       | 0.05                     |
| 10  | "A Brave New Quincy"                               | Gillian Comerford | Jordana Arkin                  | 5 maj 2018    | 25 september 2018 | 105       | 0.05                     |
| 11  | "All Decked Out"                                   | Gillian Comerford | Tim Maile och Douglas Tuber    | 12 maj 2018   | 26 september 2018 | 106       | 0.04                     |
| 12  | "Bev on the Edge"                                  | Gillian Comerford | Whitney Ralls                  | 12 maj 2018   | 26 september 2018 | 106       | 0.04                     |
| 13  | "The Call of the Mild"                             | Gillian Comerford | Rick Williams                  | 19 maj 2018   | 26 september 2018 | 107       | 0.05                     |
| 14  | "Four Left Feet"                                   | Gillian Comerford | Heather Nuhfer                 | 19 maj 2018   | 26 september 2018 | 107       | 0.05                     |
| 15  | "Copycats, Copy-Dogs & Copy-Iguanas"               | Gillian Comerford | Kara Lee Burk                  | 26 maj 2018   | 26 september 2018 | 108       | 0.06                     |
| 16  | "The Imitation Game"                               | Gillian Comerford | Steve Aranguren                | 26 maj 2018   | 27 september 2018 | 108       | 0.06                     |
| 17  | "The Purr-fect Storm"                              | Gillian Comerford | Kate Leth                      | 2 juni 2018   | 27 september 2018 | 109       | 0.05                     |
| 18  | "Spooky Tails"                                     | Gillian Comerford | Tim Maile och Douglas Tuber    | 9 juni 2018   | 27 september 2018 | 109       | 0.09                     |
| 19  | "Crystal Fever"                                    | Gillian Comerford | Julia Prescott                 | 2 juni 2018   | 27 september 2018 | 110       | 0.05                     |
| 20  | "So Trip Thinks He Can Dance?"                     | Gillian Comerford | Jenna Martin                   | 9 juni 2018   | 27 september 2018 | 110       | 0.09                     |
| 21  | "Fine, Feathered Fortune Teller"                   | Gillian Comerford | Professor Rich                 | 16 juni 2018  | 28 september 2018 | 111       | 0.05                     |
| 22  | "Scrappers Keepers"                                | Gillian Comerford | Kelly D'Angelo och Nick Watson | 16 juni 2018  | 28 september 2018 | 111       | 0.05                     |
| 23  | "Bev Rolls with It"                                | Gillian Comerford | Rachelle Romberg               | 23 juni 2018  | 28 september 2018 | 112       | 0.05                     |
| 24  | "CEO Trip"                                         | Gillian Comerford | Ralph Greene                   | 23 juni 2018  | 28 september 2018 | 112       | 0.05                     |
| 25  | "The Incredible Roman and Ray"                     | Gillian Comerford | Char Easton och Maggie Parr    | 30 juni 2018  | 28 september 2018 | 113       | 0.06                     |
| 26  | "Paw It Forward"                                   | Gillian Comerford | Jordana Arkin                  | 30 juni 2018  | 28 september 2018 | 113       | 0.06                     |